# Aloysia gratissima
Aloysia gratissima är en verbenaväxtart som först beskrevs av John Gillies (botaniker) och William Jackson Hooker, och fick sitt nu gällande namn av Tronc.. Aloysia gratissima ingår i släktet Aloysia och familjen verbenaväxter.

## Underarter
Arten delas in i följande underarter:
- A. g. gratissima
- A. g. schulziae